# Райконкоски (станция)
Ра́йконко́ски (фин. Roikonkoski) — промежуточная грузо-пассажирская железнодорожная станция на 356,37 км линии Маткаселькя — Суоярви Октябрьской железной дороги. К станции примыкают два однопутных перегона: Райконкоски — Лоймола (12,45 км) в нечётном направлении и Райконкоски — Леппясюрья (13,95 км) в чётном направлении.

## Общие сведения
Станция территориально расположена в посёлке Райконкоски Лоймольского сельского поселения Суоярвского района Республики Карелия. Станция находится на линии с полуавтоблокировкой, которую обеспечивает пост ЭЦ, расположенный в бывшем пассажирском здании. На посту несёт службу дежурный по станции. С конца 1990-х годов зал ожидания закрыт, билетная касса не работает. Билеты приобретаются в штабном вагоне у начальника поезда.

На станции установлен новый пассажирский павильон, а также информационные таблички с названием станции.
| Круглогодичное обращение поездов                 |
| ------------------------------------------------ |
| Костомукша - Санкт-Петербург №350В               |
| Санкт-Петербург-Костомукша №350А                 |
| Петрозаводск - Москва "Двухэтажный состав" №160А |
| Москва - Петрозаводск "Двухэтажный состав" №159В |

## История
Разъезд Roikonkoski, как и весь участок Маткаселькя — Лоймола , был открыт 15 декабря 1920 года. Основной задачей было соединить железной дорогой восточные приграничные с СССР земли с центральной Финляндией. Участок Лоймола — Суоярви был открыт только 1 января 1923 года. А конечный пункт — станция Найстенъярви — 16 октября 1927 года.

Разъезд Roikonkoski был построен недалеко от места, где железная дорога, которая должна будет пойти на Суоярви, пересекала реку Уксунйоки, и административно подчинялся станции Лоймола. Тогда же был проложен полуторакилометровый подъездной путь от северной горловины разъезда к лесопилке, построенной ближе к верховьям реки Уксунйоки для погрузки лесоматериалов. (В настоящее время часть этой территории занимает предприятие по добыче щебня ООО «Карелприродресурс»). Эта лесопилка также поставляла полуфабрикаты для железнодорожных зданий, возводимых при строительстве дороги. Зимняя Война прервала работу завода осенью 1939 года. Рабочих эвакуировали в Rautalampi — район города Куопио. Летом 1941 года завод в ходе военных действий был серьёзно повреждён. Труба, котельная и электростанция завода были взорваны. Подъездные пути также были повреждены. Лесопильное оборудование, однако, хорошо сохранилось. Осенью 1941 года после захвата территории Суоярвского района войсками Финляндии завод был восстановлен и продолжился выпуск пиломатериалов для нужд Финляндии.
.
Строительство здания вокзала было завершено в 1921 году по тем же типовым чертежам финского архитектора Ярла Викинга Унгерна (фин. Jarl Viking Ungern), что и для большинства станций и разъездов этой линии (Леппясюрья, Суйстамо, Паперо и др.). Позднее разъезд был повышен до уровня станции. 
Здание вокзала сгорело в Зимнюю Войну. Новое здание было построено в 1943 году.
Наименование станция получила по названию порога на реке Уксунйоки, протекающей в непосредственной близости от станции.

## Путевой пост Ристиярви

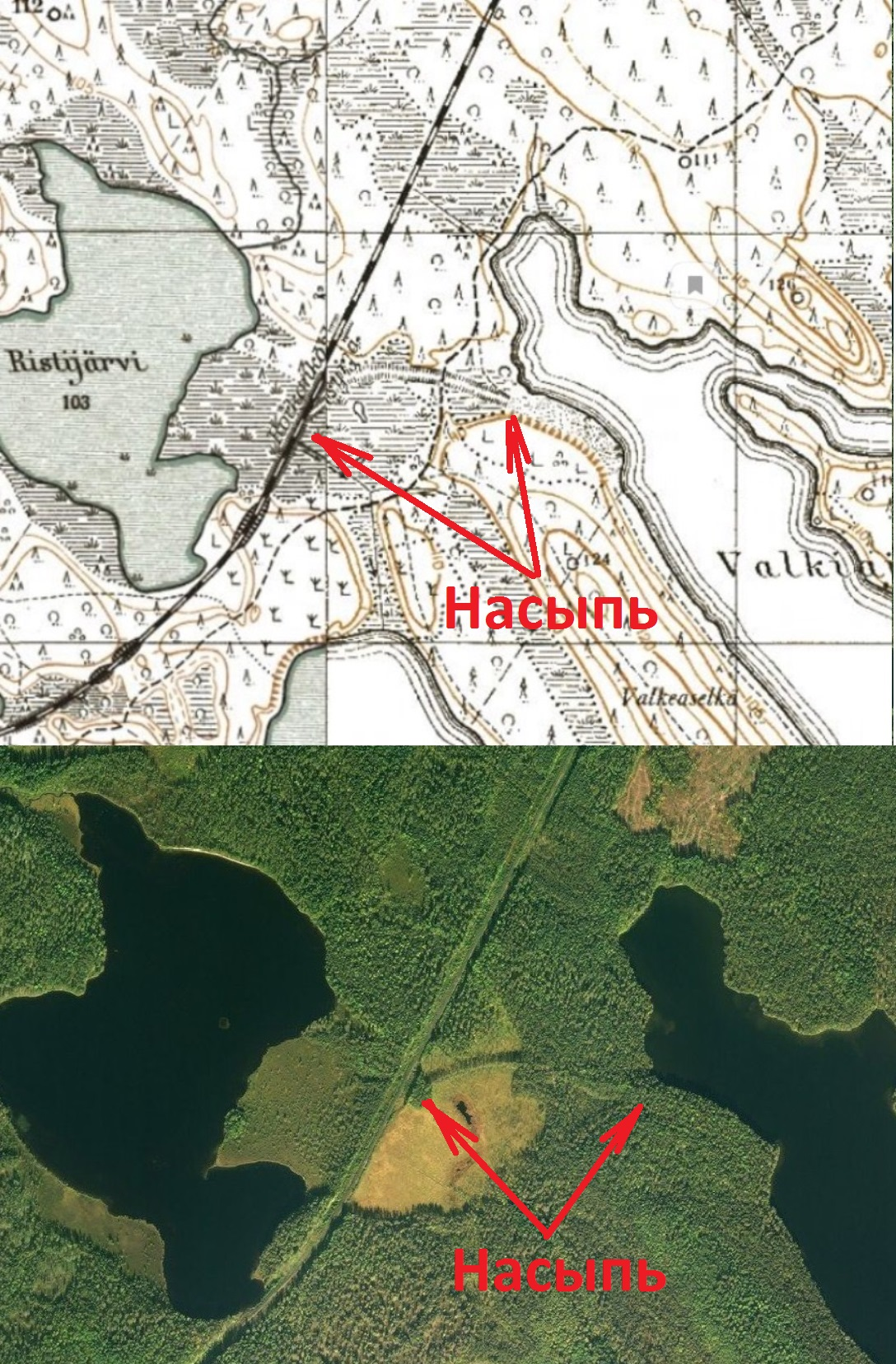
Путевой пост Ристиярви. Насыпь карьерной ветки на карте 1942 года и на снимке из космоса.

В трёх километрах юго-западнее станции Roikonkoski располагался так называемый путевой пост Ристиярви (фин. Ristijärvi) 61°53′51″ с. ш. 31°31′03″ в. д., административно относившийся к станции Roikonkoski. В восточном направлении шёл подъездной путь длиной 550 метров на песчаный карьер для нужд железной дороги. Был разобран не позднее 1940 года.

## Исторические фото

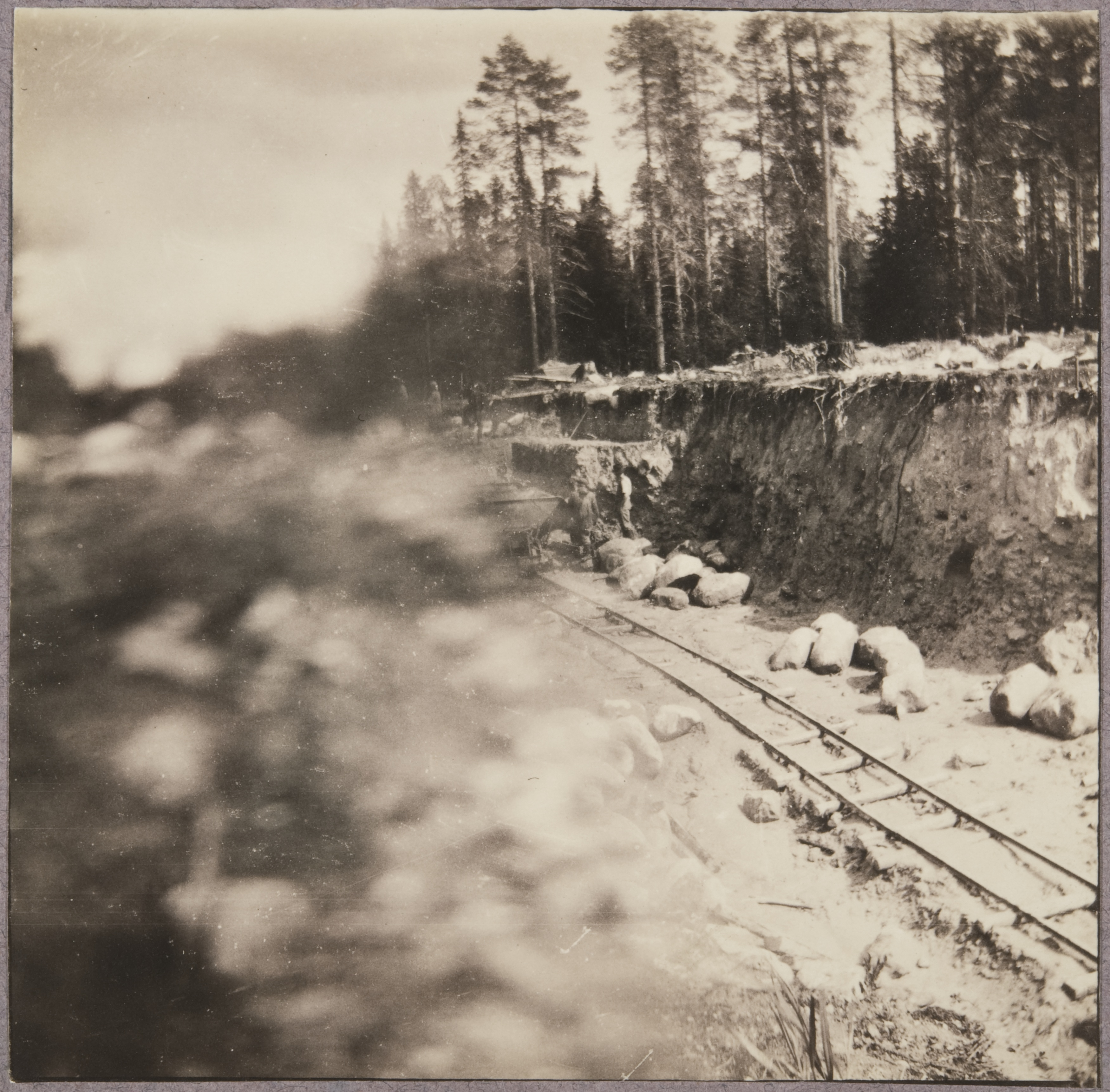
Строительство перегона Лоймола — Райконкоски. Июнь 1920 год.
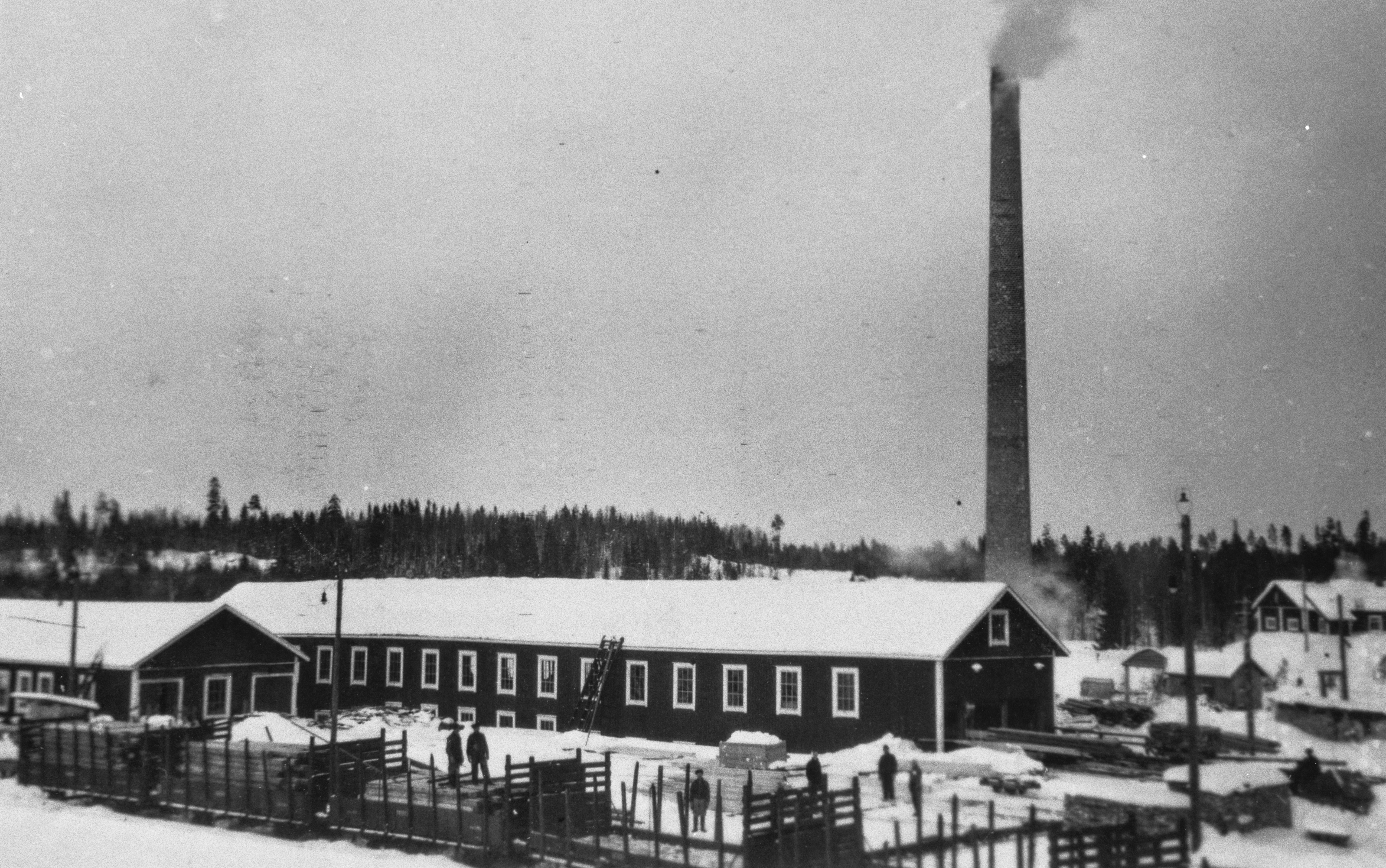
Лесопилка в действии, 10 марта 1942 год.
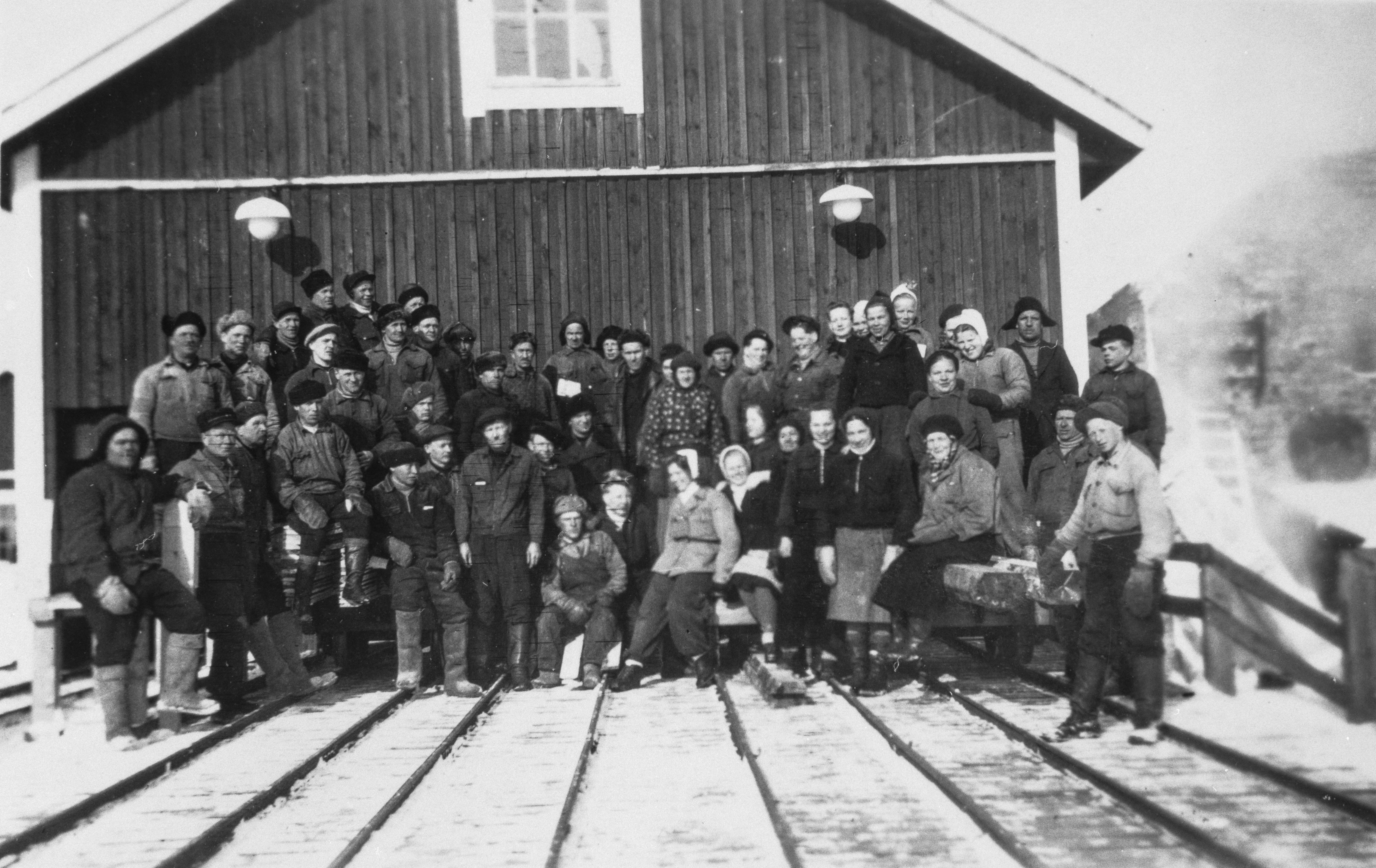
Рабочие лесопилки, 10 марта 1942 год.
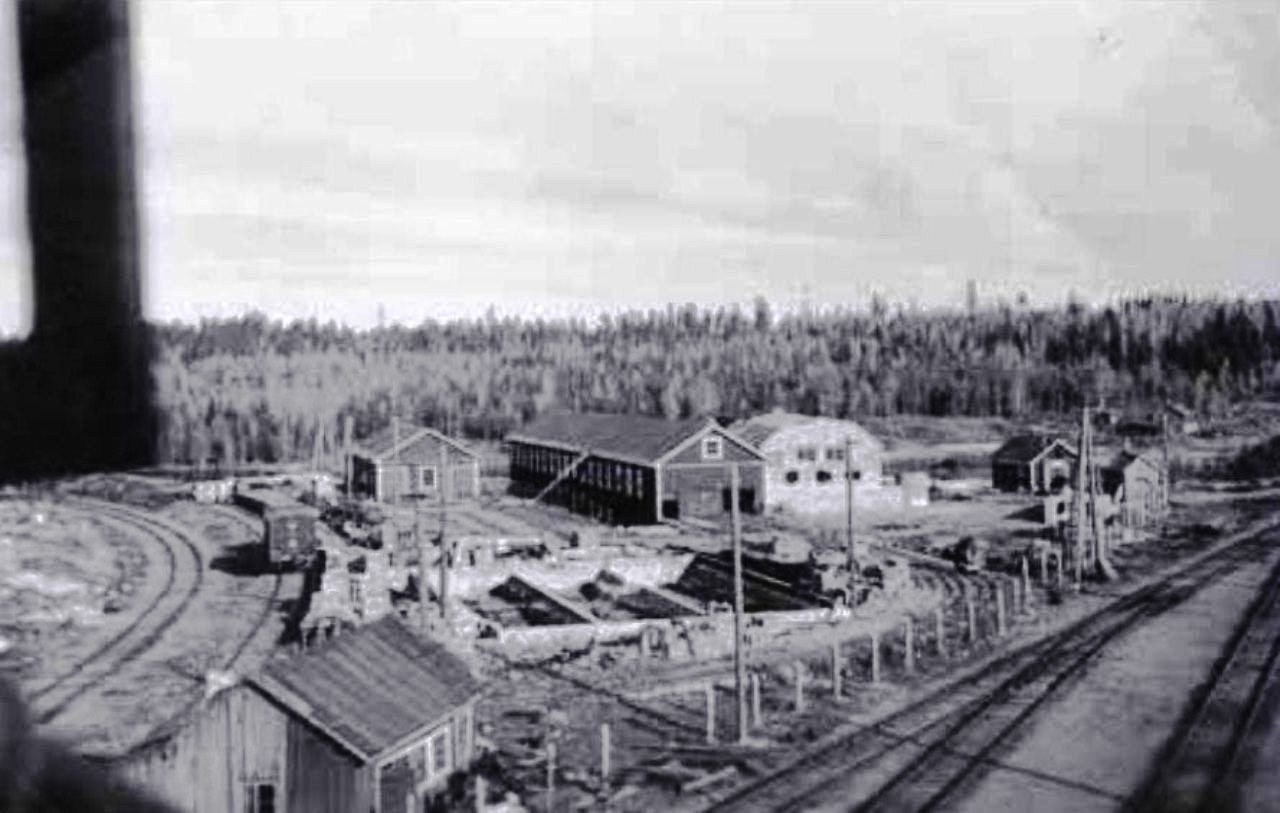
Панорама лесопилки, 1941 г.

## Фотографии станции Райконкоски

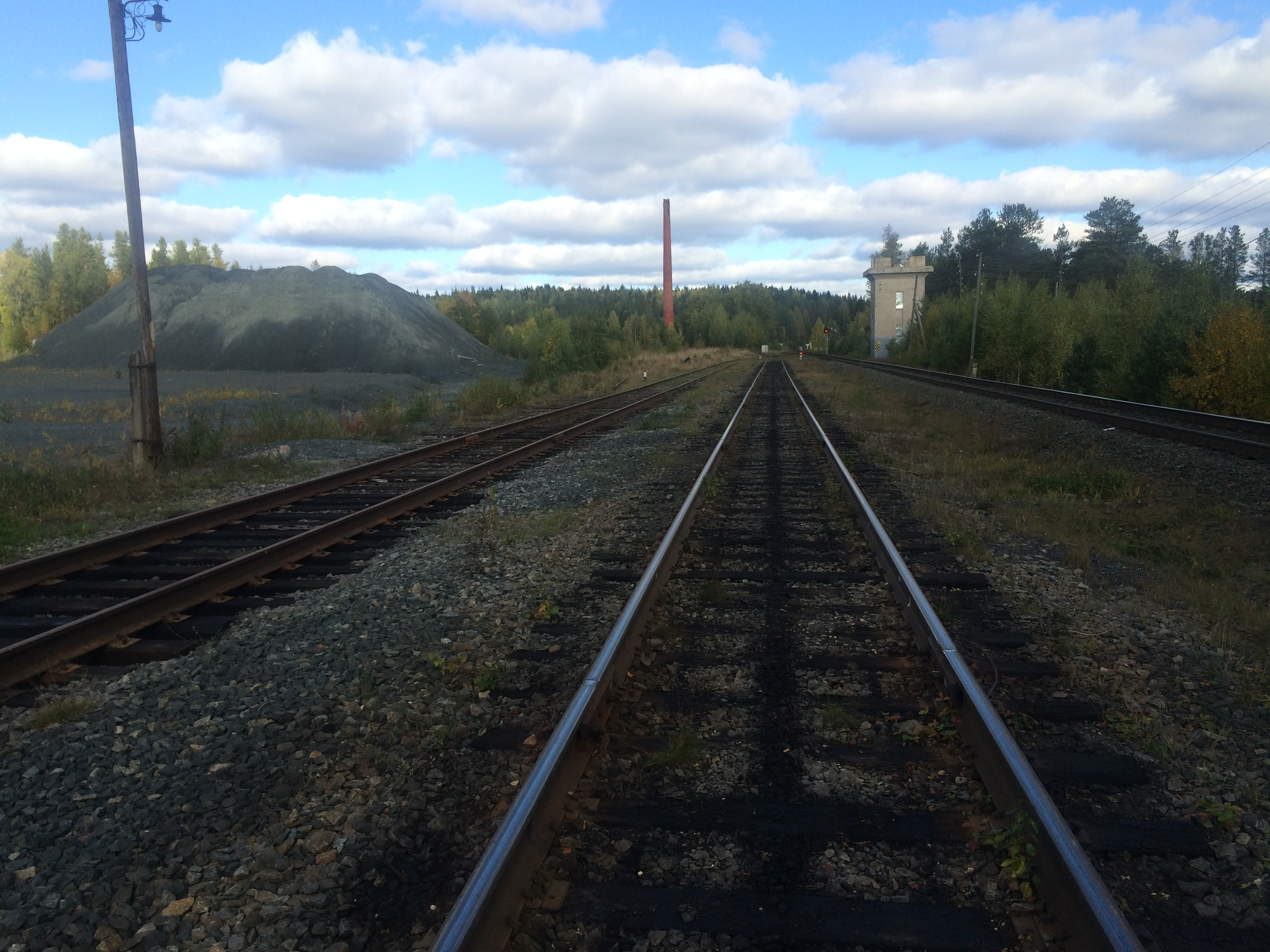
Пути станции в сторону Лоймолы.
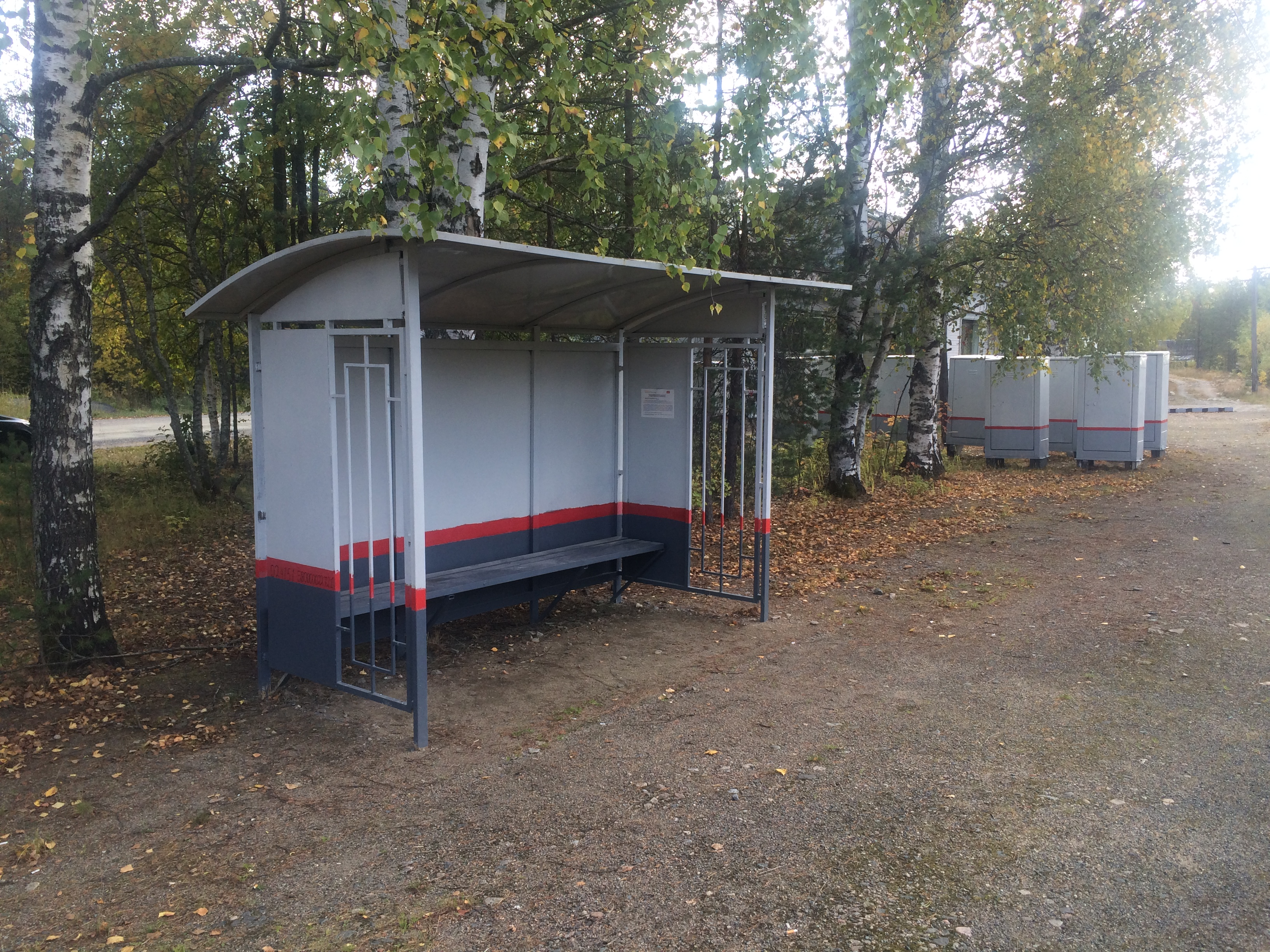
Пассажирский павильон.
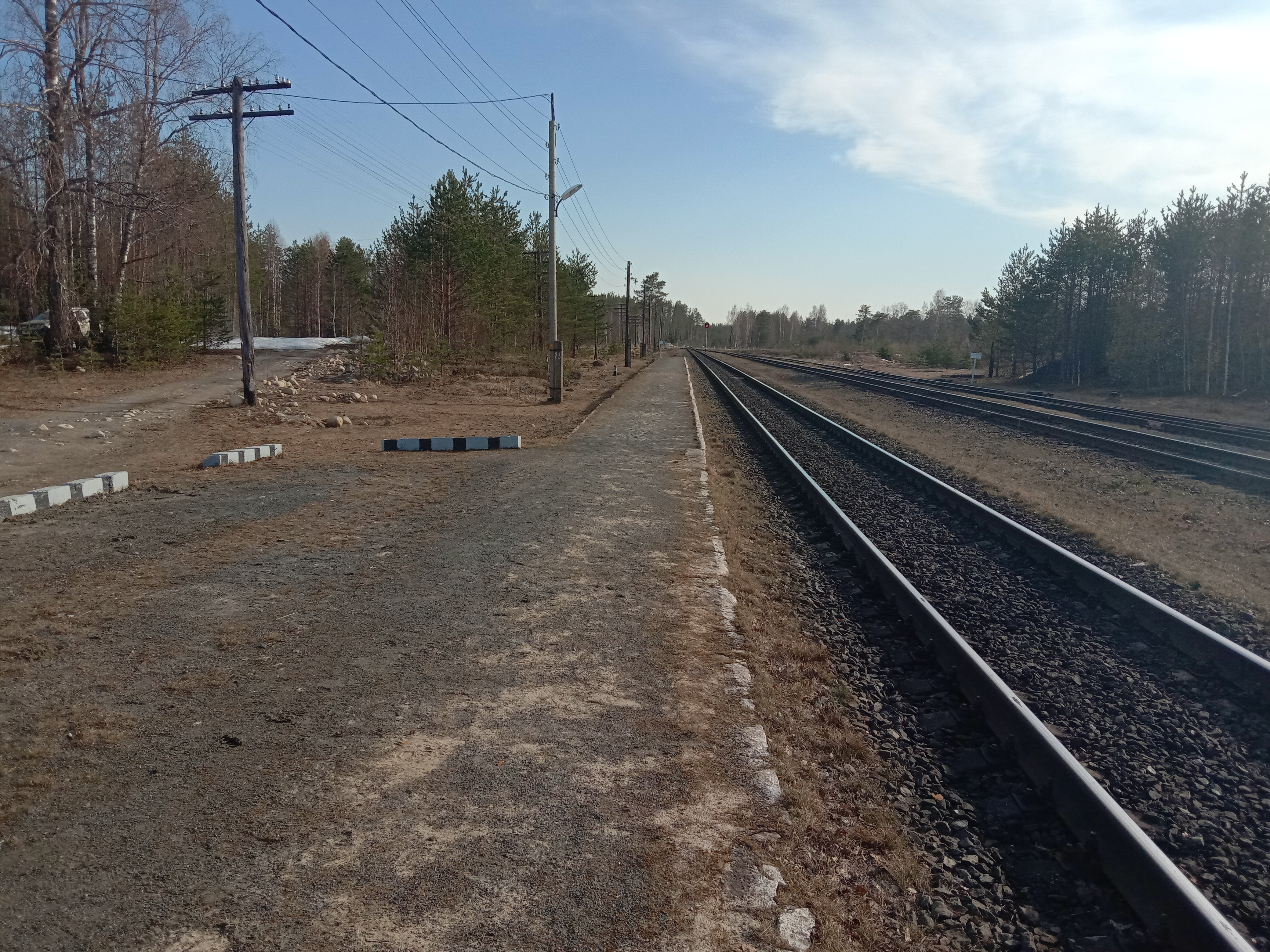
Вид в сторону Леппясюрья.
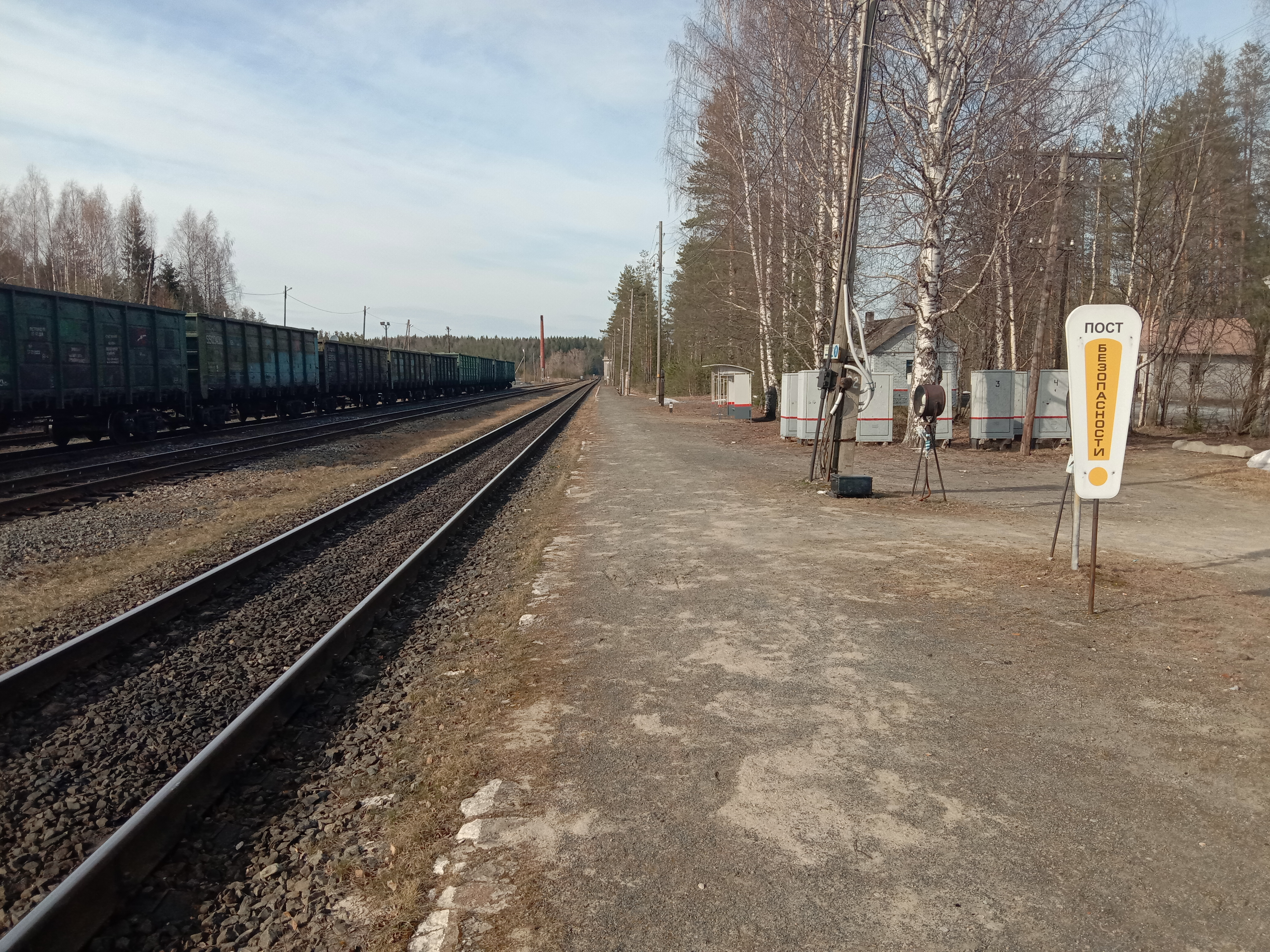
Вид в сторону Лоймолы.
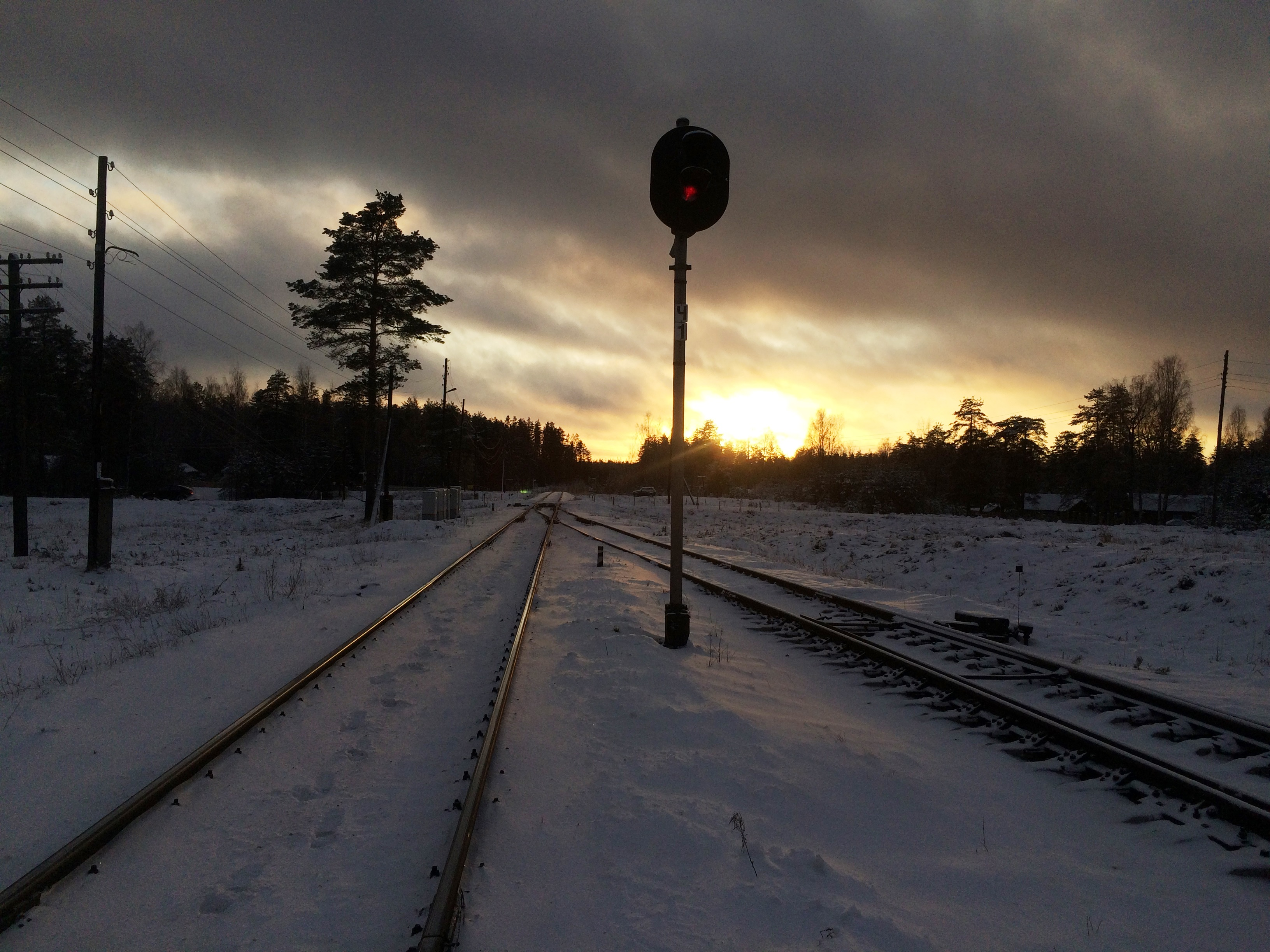
Нечётная горловина. Вид в сторону ст. Леппясюрья.

## Фотографии путевого поста Ристиярви

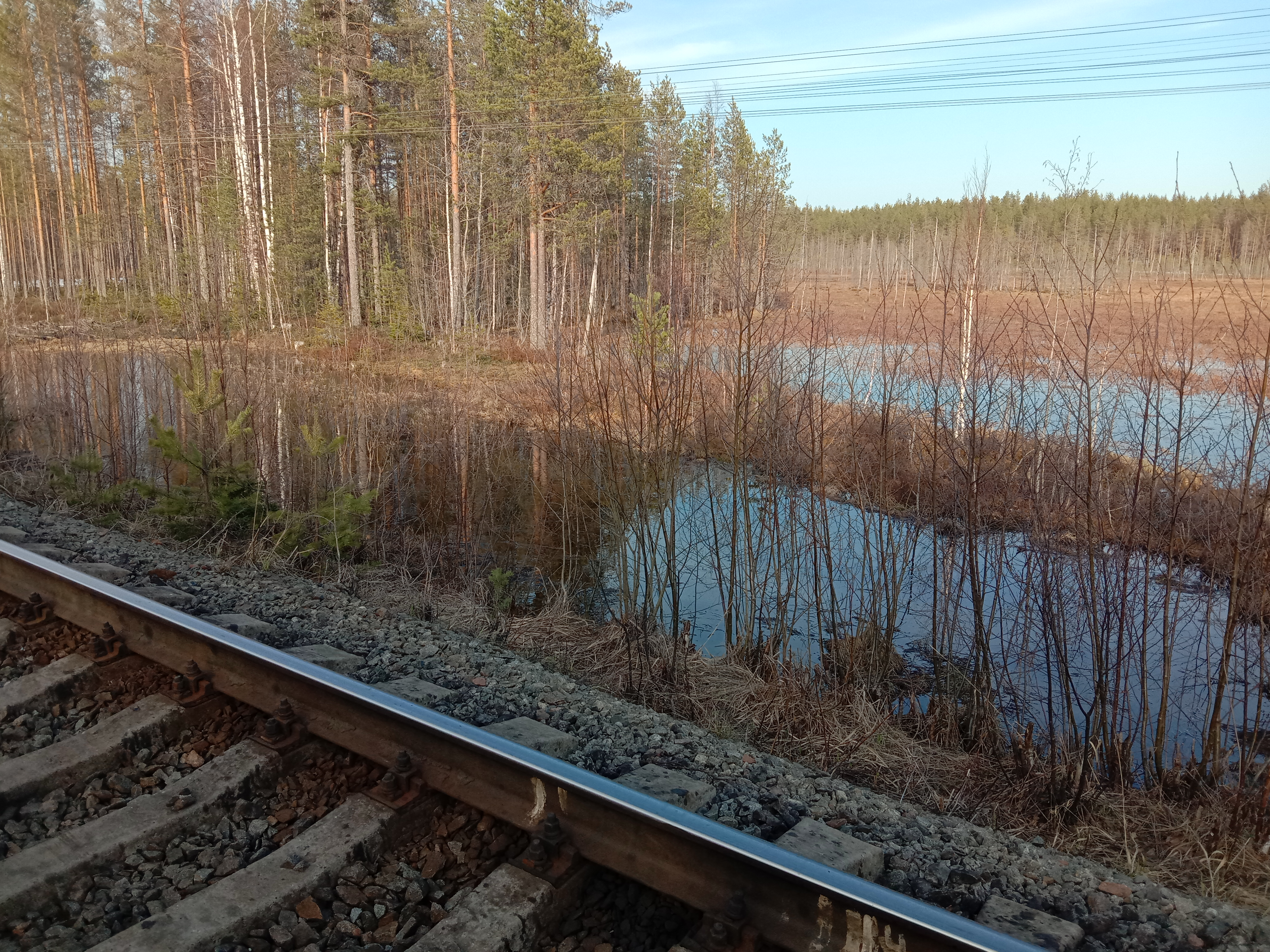
Место ответвления ветки на карьер.
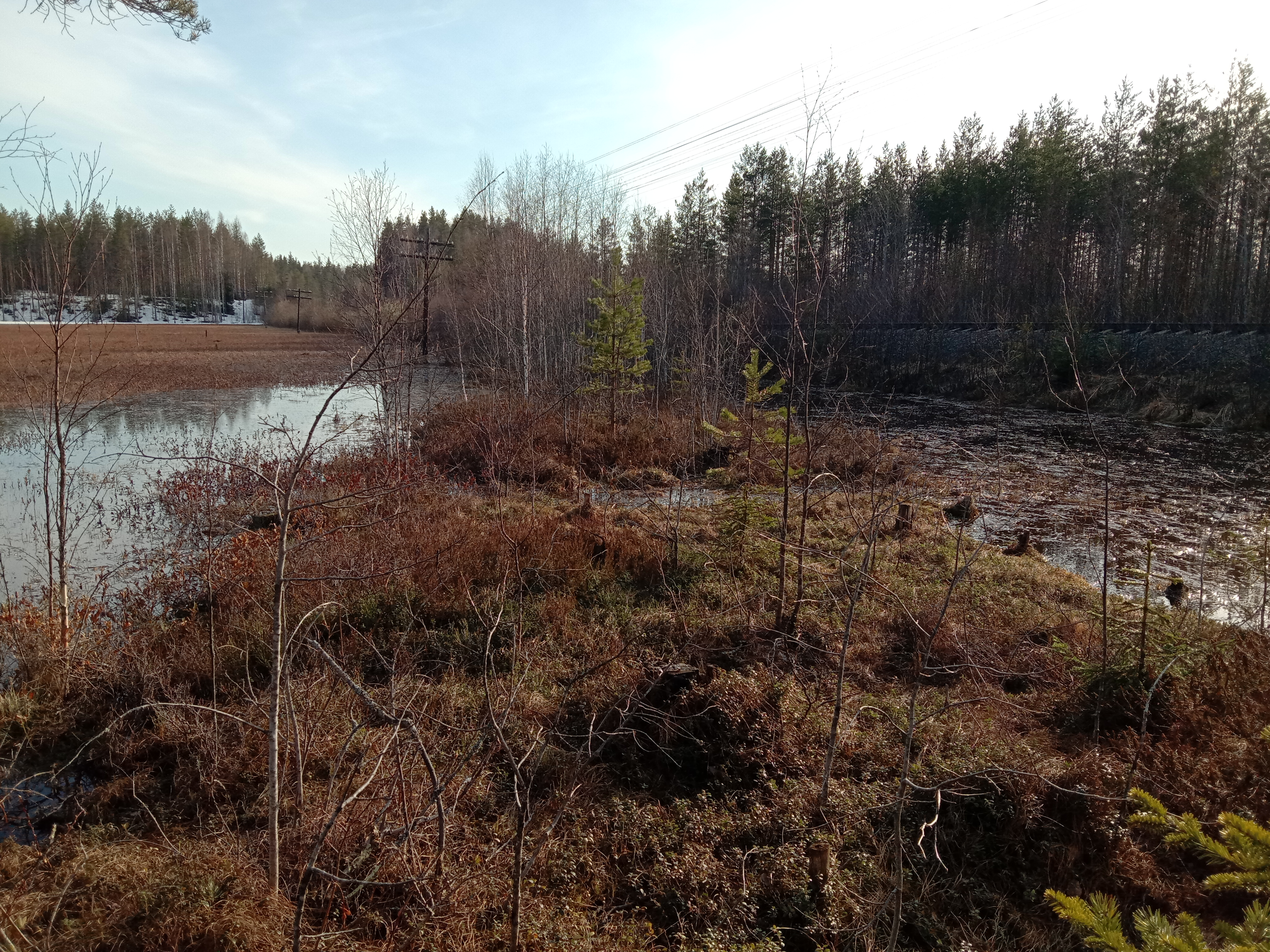
Утонувшая насыпь карьерной ветки.